# Tatarisk gedeblad
Tatarisk gedeblad (Lonicera tatarica) er en mellemstor, løvfældende busk med en tæt, opret vækst. Planten og bærrene er svagt giftige.

## Beskrivelse
Barken er først lyst grågrøn, senere bliver den glat og rødbrun. Gamle grene får en grå, flosset bark. Knopperne sidder modsat og de er smalle, spidse og lysegrønne. Løvspringet sker meget tidligt, ofte i marts. Bladene er ovale til ægformede med hel, let bølget rand. Oversiden er mørkegrøn, mens undersiden er blågrøn. Blomstringen sker i maj-juni, hvor blomsterne sidder parvis i bladhjørnerne. De er uregelmæssigt 5-tallige og tolæbede, hvide til røde. Frugterne er kuglerunde, røde bær.
Rodnettet er kraftigt, men de planter, som sælges i Danmark er ofte vegetativt formerede, sådan at rodnettet i begyndelsen er unaturligt tyndt og trævlet. 
Højde x bredde og årlig tilvækst: 3 x 3 m (25 x 25 cm/år).

## Hjemsted
Arten er udbredt fra Østeuropa over Sibirien til Centralasien og Kina (Xinjiang). Den er desuden naturaliseret i USA og Canada. Overalt er den knyttet til lysåbne, tørre biotoper (stepper). 
I den Kasakhiske skovsteppe findes den sammen med bl.a. blåbær, alm. hæg, kvalkved, bjergrørhvene, bævreasp, skovfyr, skovrørhvene, strandasters, tyttebær, vortebirk og vrietorn.
| Portal | Portal:Botanik |

## Note
1. ↑  Encyclopedia of Earth: Kazakh Forest Steppe (engelsk)